# Kaiser-Kümmel

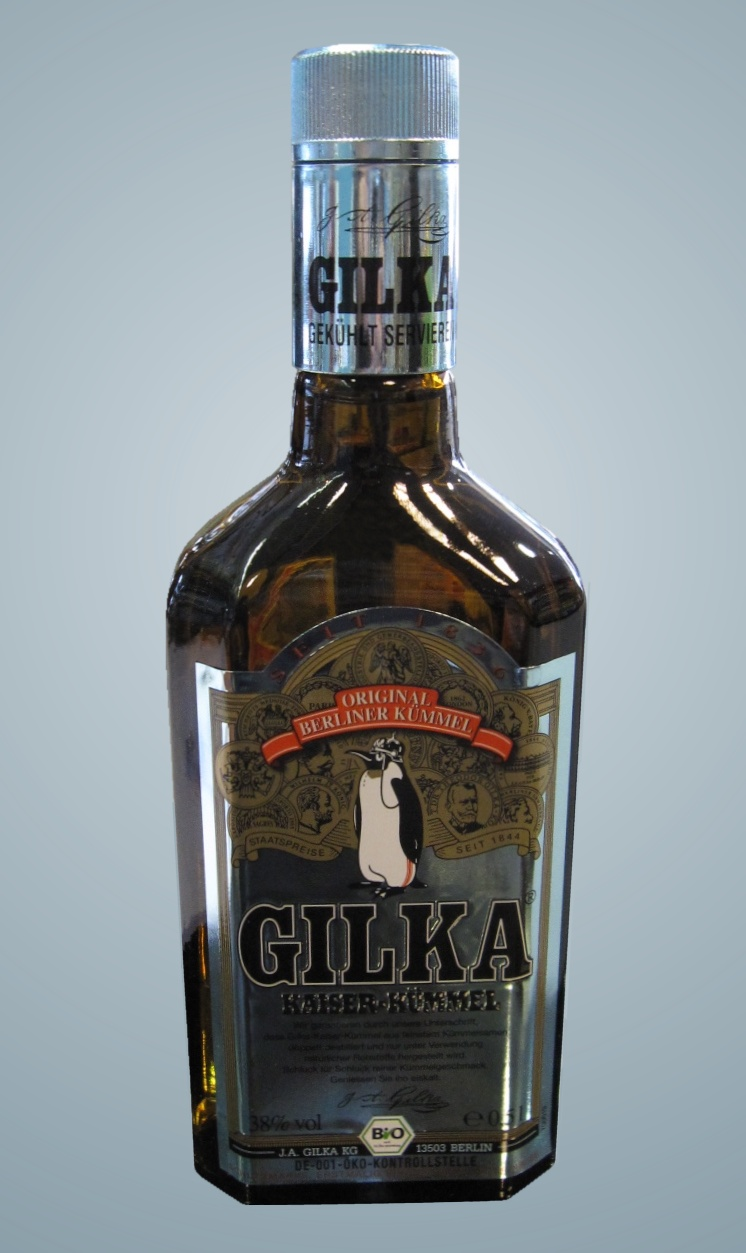
Kaiser-Kümmel von J. A. Gilka

Kaiser-Kümmel ist ein leicht gesüßter Kümmelbranntwein aus Kümmelöl, Zucker und 38-prozentigem Alkohol. Hersteller ist das Unternehmen J. A. Gilka.
Angehörige der Familie Gilka produzierten das Getränk seit 1836. Laut einigen Quellen wurde Gilka auch im deutschen Kaiserhaus getrunken und verschaffte den Produzenten mehrere Kommerzienrats- und Hoflieferantentitel; in Theodor Fontanes Roman Frau Jenny Treibel wird der Schnaps allerdings eher abschätzig als Getränk für eine kleine Hausschneiderin erwähnt. Auch in Joachim Ringelnatz’ Lied aus einem Berliner Droschkenfenster wird der Genuss von Gilka eher den unteren Volksschichten zugeschrieben.
„Kaiser-Kümmel“ wurde dennoch beim Wiener Hofe konsumiert. Die Inhaber der Liqör-Fabrik J. A. Gilka, Theodor und Hermann Gilka, erhielten dafür den k.u.k. Hoflieferantentitel.